# Bleakereiland
Bleakereiland (En.: Bleaker Island) is een van de Falklandeilanden. Het ligt ten zuidwesten van Oost-Falkland. Het eiland is lang en smal en meet 20,7 km².
Op het eiland vindt men de nederzetting Bleaker Island Settlement.
Ook op Bleakereiland leven pinguïns, zeehonden en albatrossen.